# ماری دروکر
ماری دروکر به فرانسوی Marie Drucker سوم دسامبر ۱۹۷۴ در پاریس متولد شده است. او به عنوان خبرنگار و نویسنده در رادیو و تلویزیون فرانسه فعالیت می‌کند.

## زندگی‌نامه
ماری دوکر، دختر جان دوکر، مدیر تلویزیون و خواهر زاده میشل دروکر ، روزنامه نگار و مجری تلویزیون است. ماری دروکر در دانشگاه سوربون ، در رشته ادبیات مدرن تحصیل کرده است. 